# Fontmatrix

Fontmatrix це менеджер шрифтів для середовища стільниці операційної системи Linux. Він може керувати шрифтами встановленими для усієї системи або для окремих профілів користувачів. Він покладається на FreeType для відображення зразків і на Qt для власного середовища користувача. Брюс Байфілд привітав створення Fontmatrix у статті, яка завершується словами: "Нарешті закінчилося довге очікування менеджера шрифтів GNU/Linux."
Fontmatrix дозволяє користувачам позначати шрифт декількома теґами (подібно до міток Gmail), які можуть бути увімкнені чи вимкнені як набори. Він також дозволяє користувачам перемикати функції шрифтів OpenType для їх перевірки. Станом на листопад 2008 року, класифікації PANOSE, що присутня у шрифтах також може бути використаною для вибору шрифтів за схожістю.